# مركز وطني لعلوم الخلية
المركز الوطني لعلوم الخلية هو مركز أبحاث وطني مُتخَصِّص في التكنولوجيا الحيوية وهندسة النسيج ومركز أبحاث لبنك الأنسجة ويقع في جامعة بوني، في مدينة بوني، الهند. كان يُعرف هذا المعهد سابقًا باسم "الإدارة الوطنية للأنسجة الحيوانية وزراعة الخلايا"، وهو الآن أحد مراكز الأبحاث الرئيسية في الهند، ويعمل في زرع الخلايا، ومستودع الخلايا، والمناعة، ونمذجة الكروماتين.

## وصلات خارجية
- http://articles.timesofindia.indiatimes.com/28%5Bوصلة+مكسورة%5D سبتمبر 2009/pune/28085816_1_proteins-immune-system-cell-science